# Hallah
Pour les articles ayant des titres homophones, voir Halla.

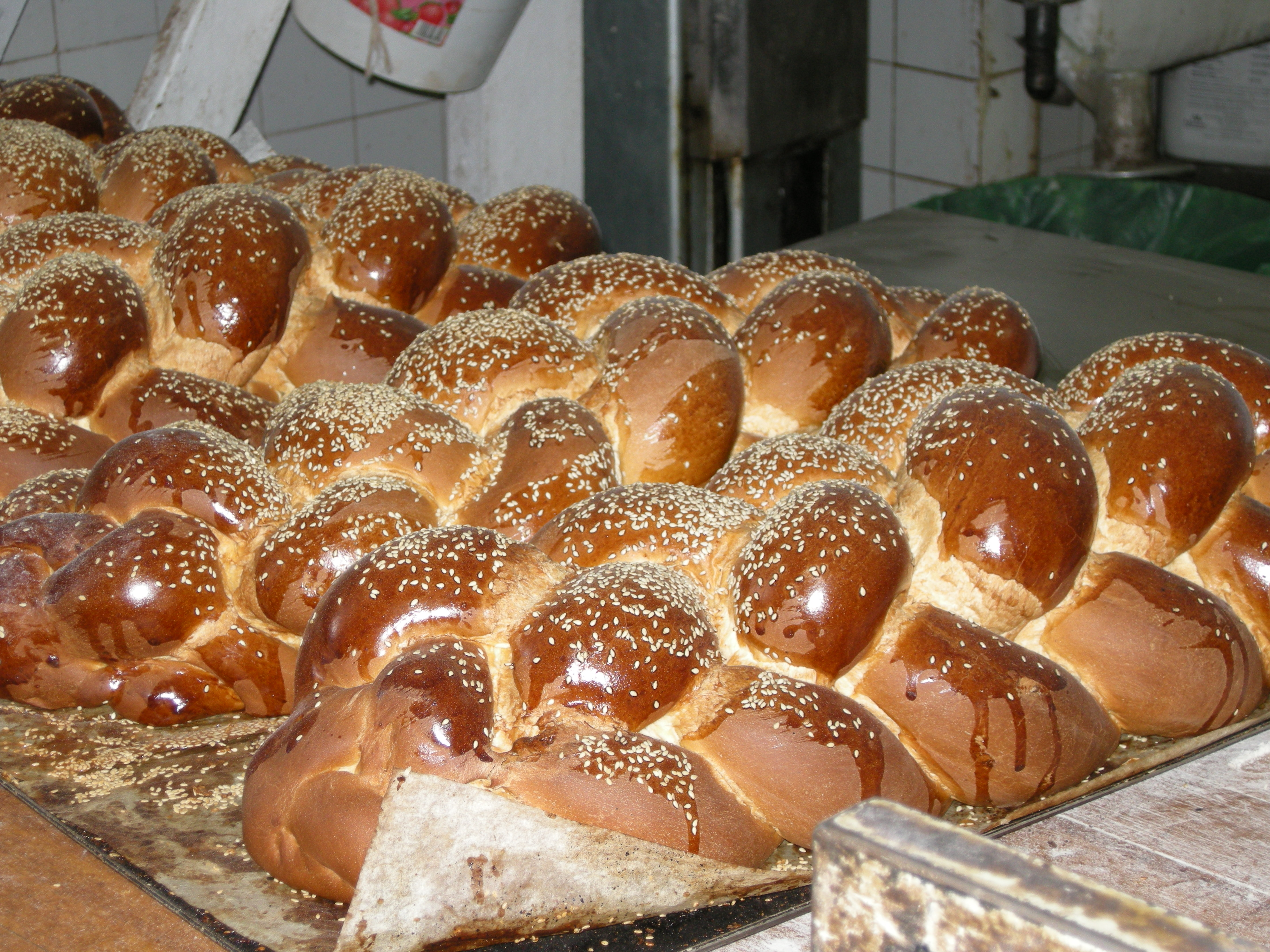
Hallot garnies de graines de sésame.

La 'hallah (hébreu : חלה /xɑːˈlɑː/, /ˈhɑːlə/ ou /ˈkɑːlə/, plur. ’halloth), également connue dans les langues germaniques comme bar’hes, barkis ou bergis, est un pain traditionnel juif, de consistance riche, proche de la brioche mais sans beurre, habituellement, mais pas obligatoirement, tressé. Tirant son nom de la dîme prélevée sur la pâte (en) (mitzvat terumat challah) pour en faire don aux prêtres (matanoth kehouna), la ’hallah est consommée en l’honneur du chabbat et lors des fêtes juives, à l'exception de pessa’h au vu des restrictions en ce jour sur le pain levé.

## Cousins de la ’halla

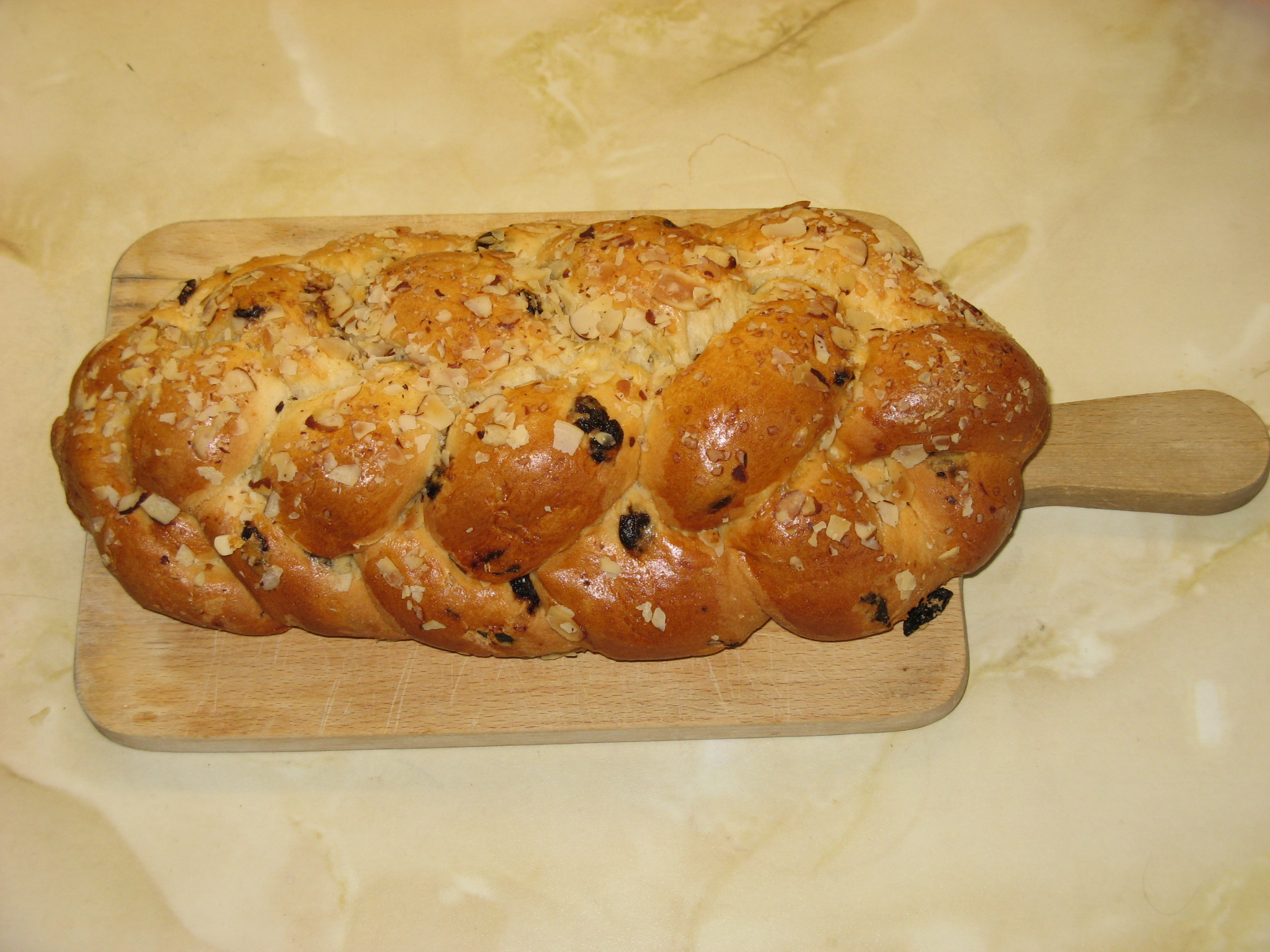
Un vánočki

On retrouve des pains similaires dans la cuisine tchèque (vánočki), hongroise (kalács), roumaine et moldave (cozonaci, pasca), grecque et chypriote (τσουρέκι - tsoureki, initialement pâtisserie de Pâques recouverte d'un œuf cuit teint en rouge), arménienne (khoreg) ou turque (çörek). Cette coutume se retrouve aussi dans la tresse au beurre de la cuisine suisse, ou encore dans la cuisine portugaise. Les similitudes avec la ’halla seraient-elles des traces de marranisme, la ’halla étant parfois enrichie d'un œuf afin d'en dorer la surface ? C'est possible, mais incertain.

## Sourceshalakhiquesde la 'halla
Le shabbat, il est prescrit à tout Juif pratiquant de manger trois repas :

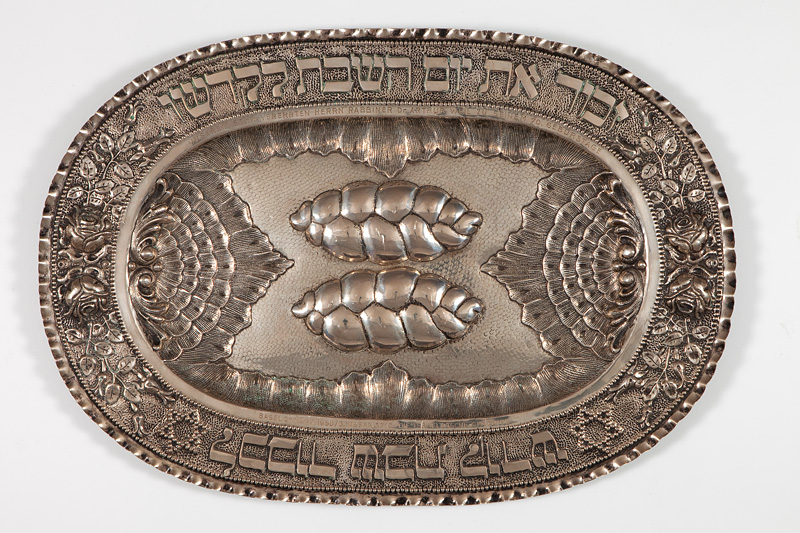
Assiette pour le hallah, Bâle, 20e siècle, dans la collection du Musée juif de Suisse.

1. ’Hallah tranchéeAssiette pour le hallah, Bâle, 20e siècle, dans la collection du Musée juif de Suisse. Seouda Rishona (premier repas), le vendredi soir,

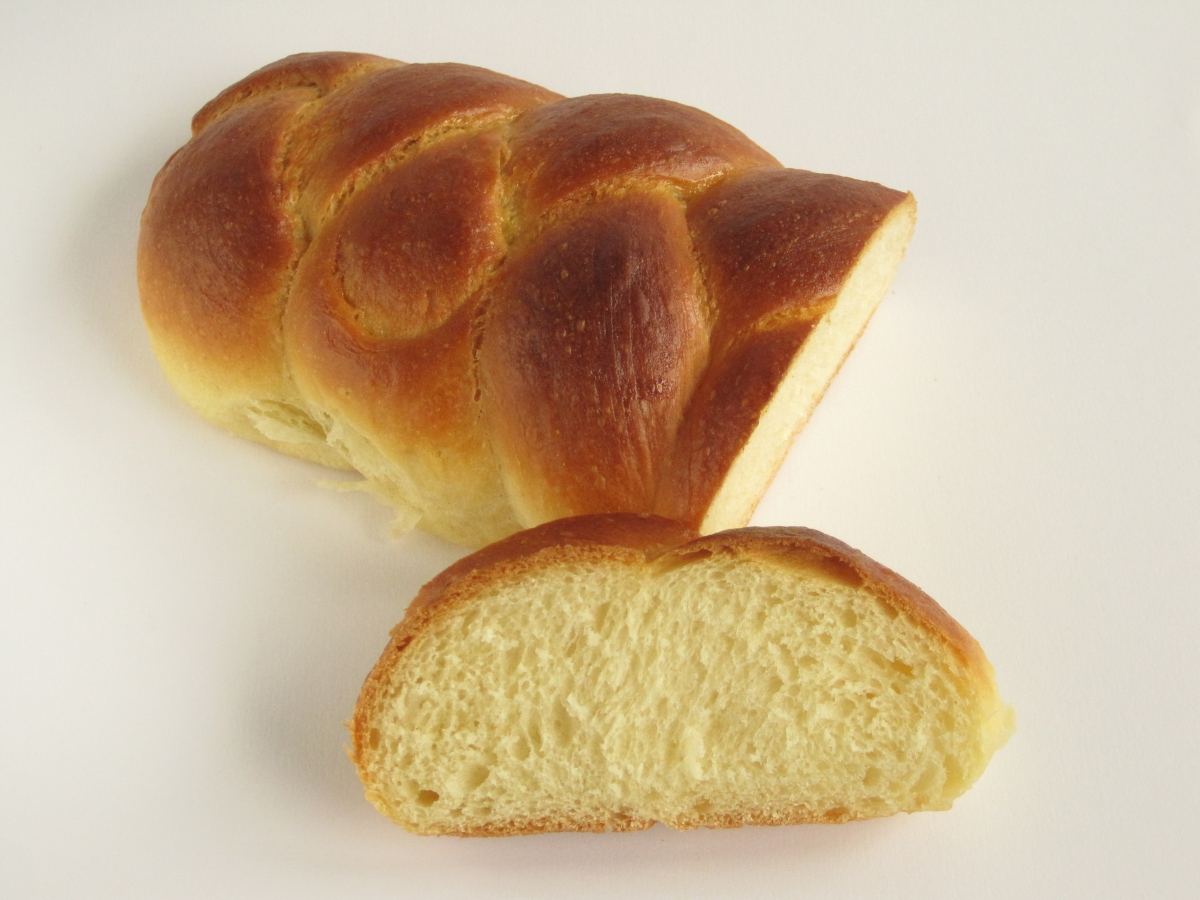
’Hallah tranchée

2. Seouda Shenit (deuxième repas), samedi après l'office du matin,
3. Seouda Shlishit (troisième repas), en fin d'après-midi.

Un quatrième repas après le Shabbat, Mélavé Malka (« en raccompagnant la reine », c’est-à-dire le shabbat), prend place le samedi soir.

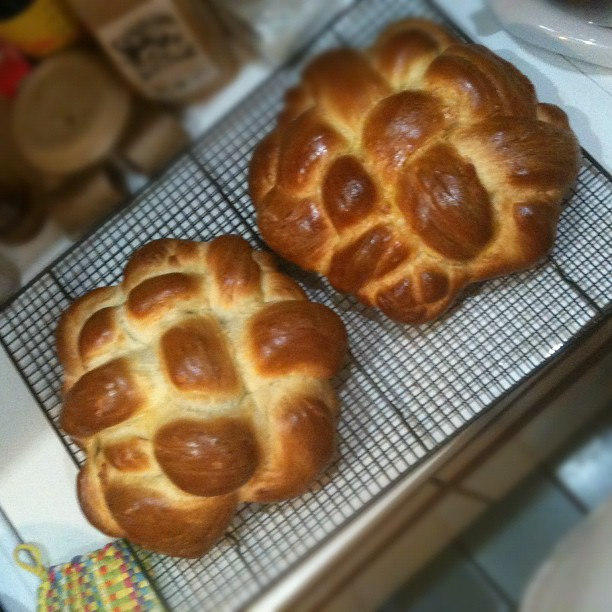
’Hallot rondes

Selon la loi juive, un « repas » doit contenir du pain, d'où la tradition de commencer le repas par un morceau de pain. La bénédiction récitée avant de manger le pain, Baroukh ata Adonaï, Elokenou Melekh ha’olam, hamotzi lekhem min ha’aretz (« Béni es-Tu, Seigneur notre Dieu, Roi du monde, qui fait sortir le pain de la terre ») est ici particulièrement appropriée, car la Halla du Shabbat symbolise la Manne qui nourrit les enfants d'Israël dans le désert : il en tombait double ration la veille de shabbat, et rien durant le shabbat. Chaque tablée de shabbat est donc garnie de deux pains le vendredi soir, qu'on consomme au cours de la journée.
Le terme ’Hallah fait originellement référence à la première portion de la pâte, de la taille d'un œuf, qu'il faut prélever du pain (ou de la matza). À l'époque du Temple, cette part revenait au Cohen, qui en tirait sa subsistance. La Halla était donc, comme la Terouma, l'un des aliments sanctifiés (kodashim), que ne pouvaient manger que des prêtres en état de pureté rituelle, et les gens de leur maison.
Le Temple n'étant plus en service de nos jours, cette partie prélevée est jetée au feu. La mitzva a donc donné son nom au pain par glissement de sens.
Une bénédiction peut être dite ou pas, en fonction de la quantité de pâte prélevée.

### La ’hallah dans lalittérature rabbinique
Le Midrash et la Kabbale abondent en considérations profondes sur la ’hallah. La mitzva halahique de la ’hallah exposée ci-dessus est traditionnellement considérée comme l'une des trois mitzvot incombant spécifiquement aux femmes (les deux autres étant l'allumage des bougies de Shabbat et le maintien de la pureté au sein de la famille).
Elaborant sur cela, le midrash voit dans le tressage de la ’hallah une allusion à la façon par laquelle Dieu orna les cheveux de la première femme, Ève, avant de la donner pour épouse à Adam dans le jardin d'Éden.

## Préparation de la ’hallah

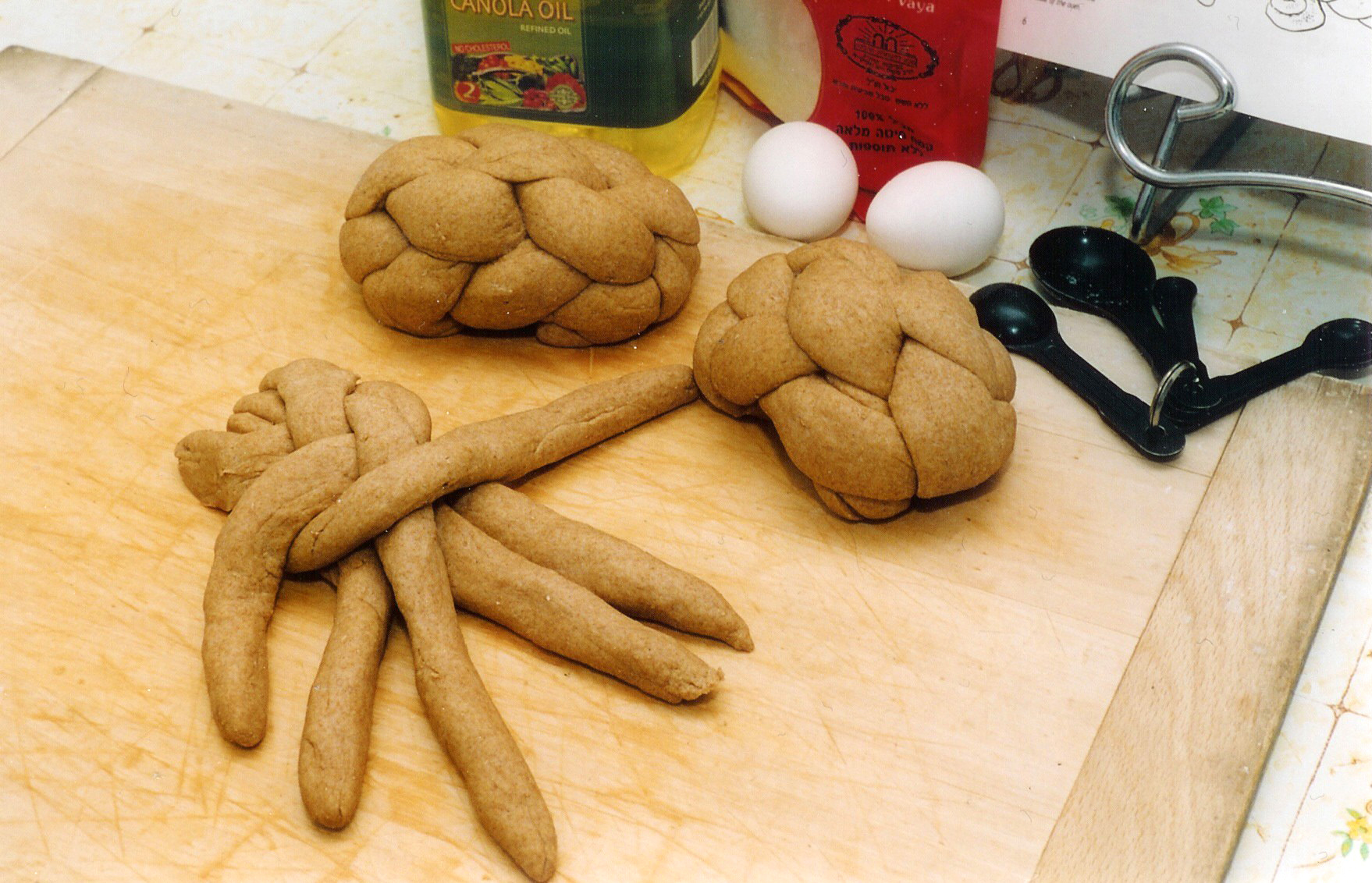
Processus de tressage en cours.

Il n'y a pas de recette « canonique » pour la préparation de la pâte. Les recettes traditionnelles recommandent un grand nombre d'œufs, de la farine blanche, du sel (plutôt chez les Ashkénazes) ou du sucre (plutôt chez les Sépharades).

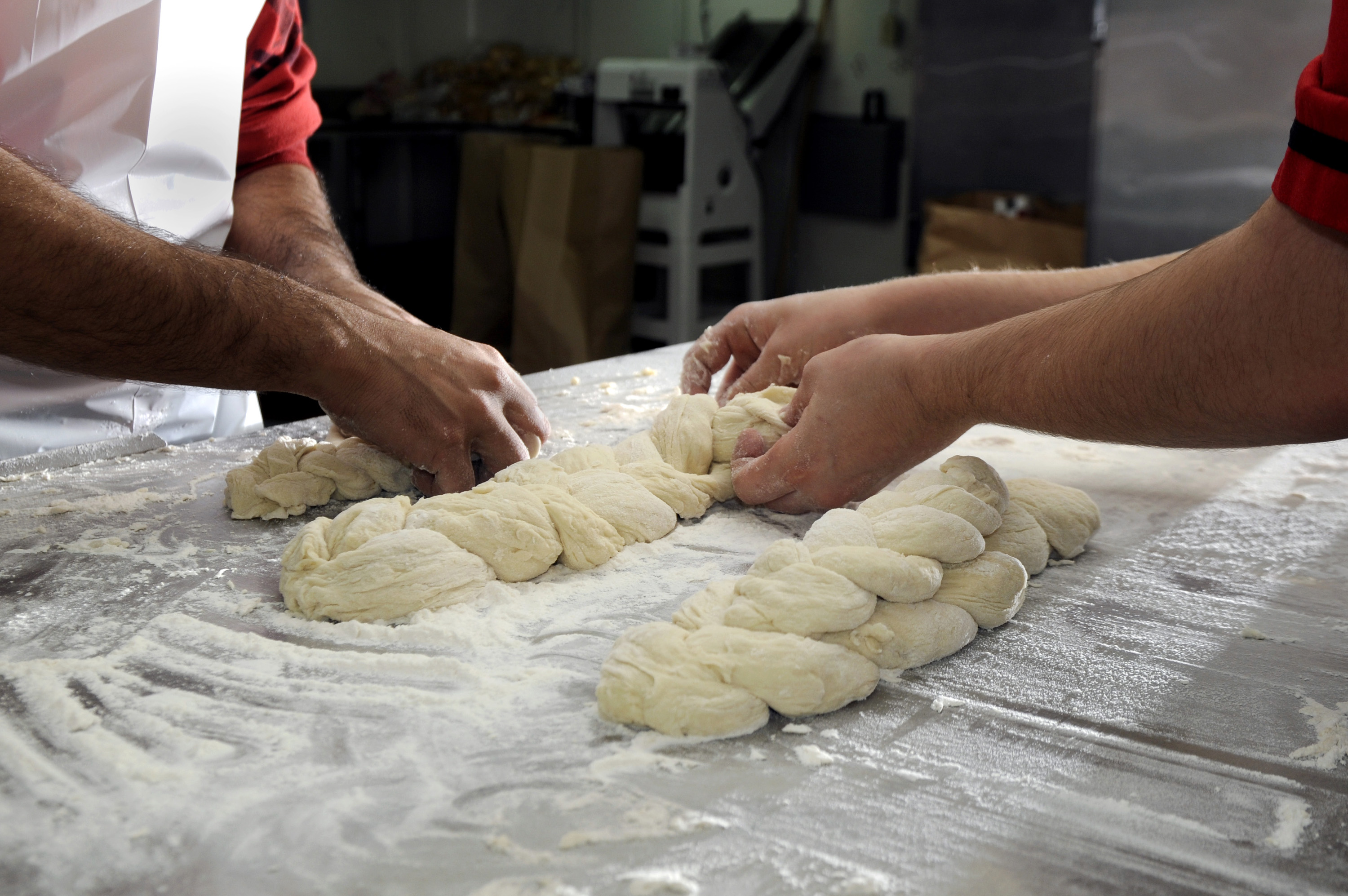
Préparation de 'hallot par les soldats de l'US Navy, 2011

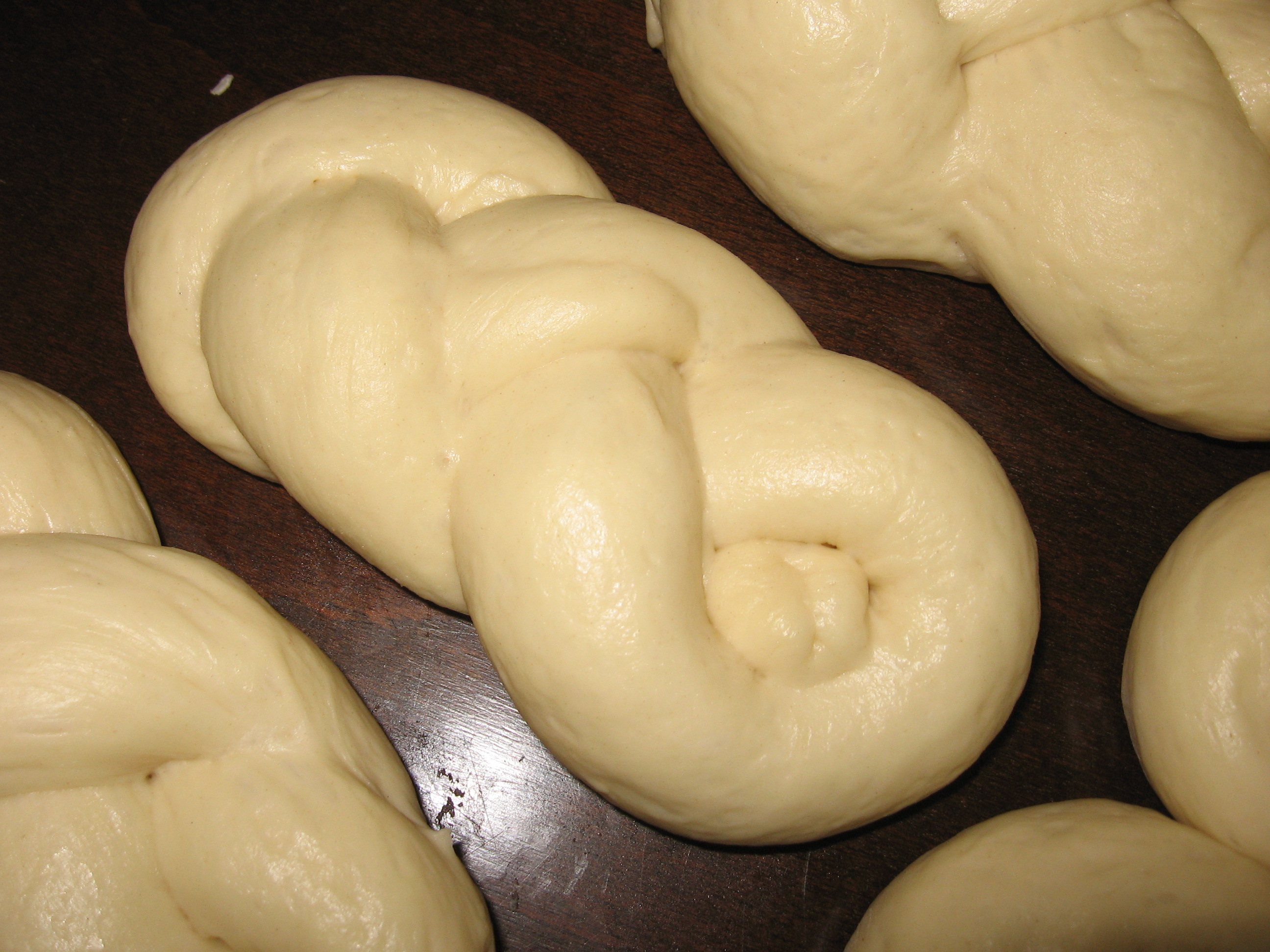
'Hallah tressée, avant cuisson.

L'hygiène diététique moderne recommandant de traquer le cholestérol et de rechercher les fibres, certaines ’hallot (pluriel de ’halla) sont préparées avec moins, voire pas d'œufs, de la farine entière, de l'avoine et du miel pour adoucir ou juste de la farine, du levain, du sel et de l'eau. La pâte ainsi obtenue est roulée en trois, quatre ou six cordes, tressées ensemble avant la cuisson. Des grains de pavot ou de sésame sont parfois également égrenés au-dessus des tresses avant cuisson (les grains étant eux aussi associés à la manne). On peut badigeonner un œuf sur la pâte afin de la faire dorer lors de la cuisson.
À Rosh Hashana, le Nouvel An juif, des raisins, du miel, des pommes, peuvent être rajoutées à la pâte qui n'est pour la circonstance pas tressée, mais enroulée, afin de symboliser le cycle de l'année. La ressemblance avec la brioche est particulièrement frappante.
Certains insèrent une petite échelle au sommet de la ’hallah, en souhaitant que les prières de ces deux jours montent directement au ciel.
En Judéo-alsacien, ce pain se nomme Berches.

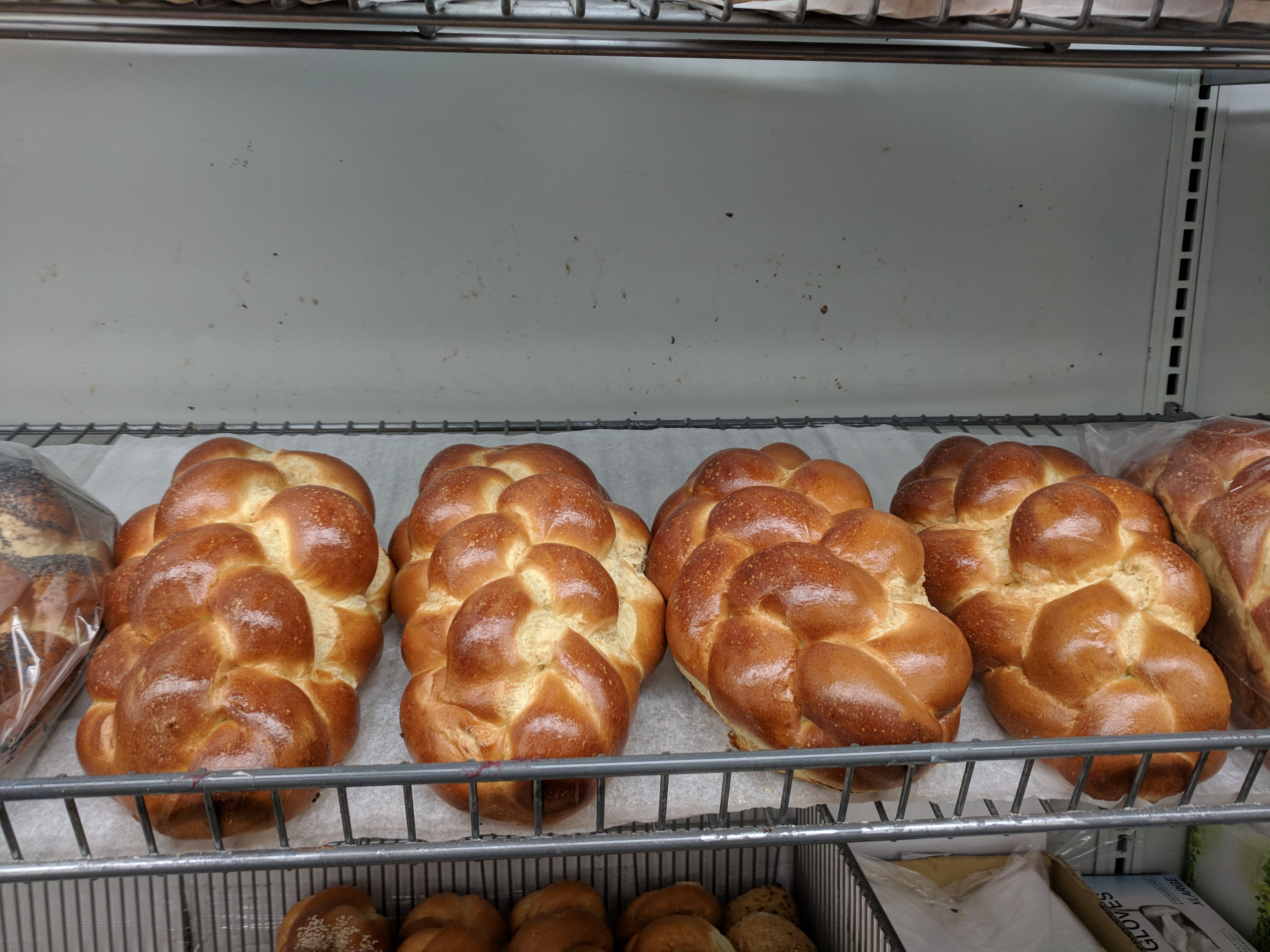
'Hallot sur un étal, Kemp Mil, comté de Montgomery
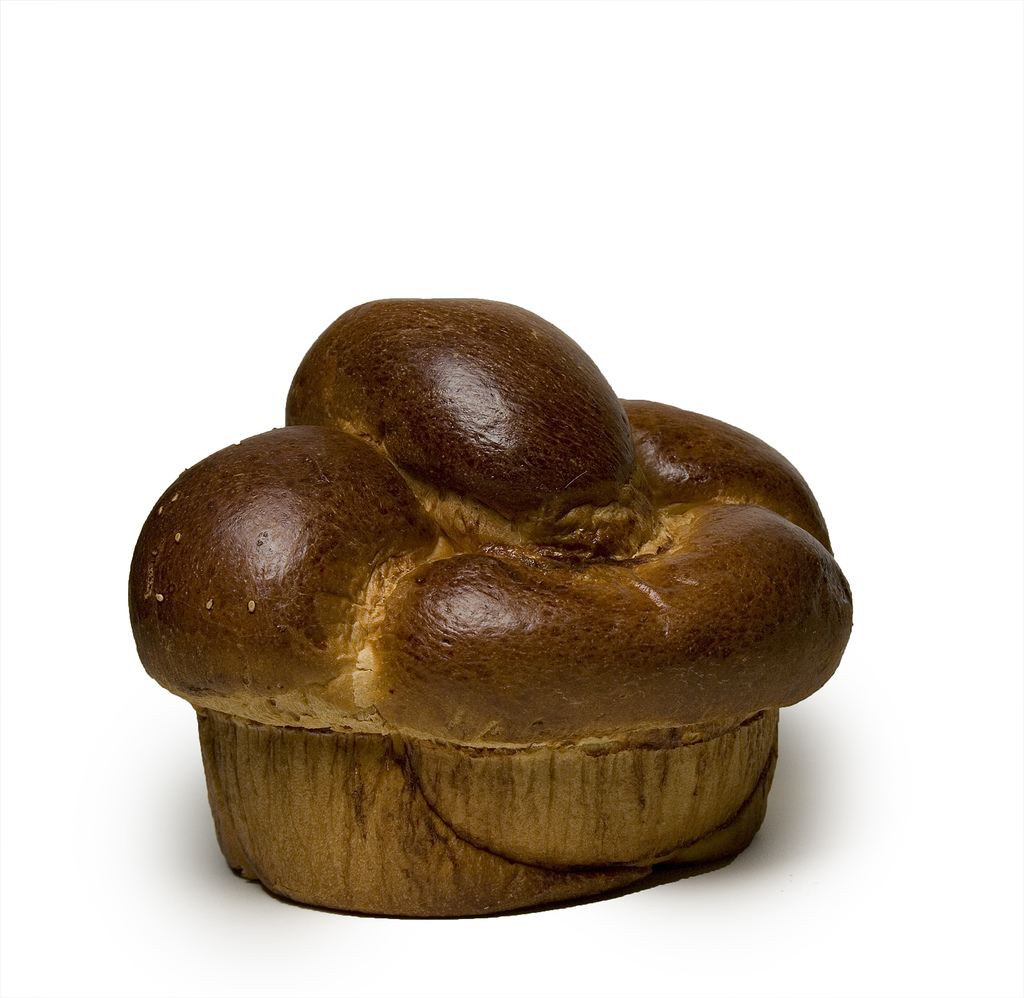
'Hallah ronde
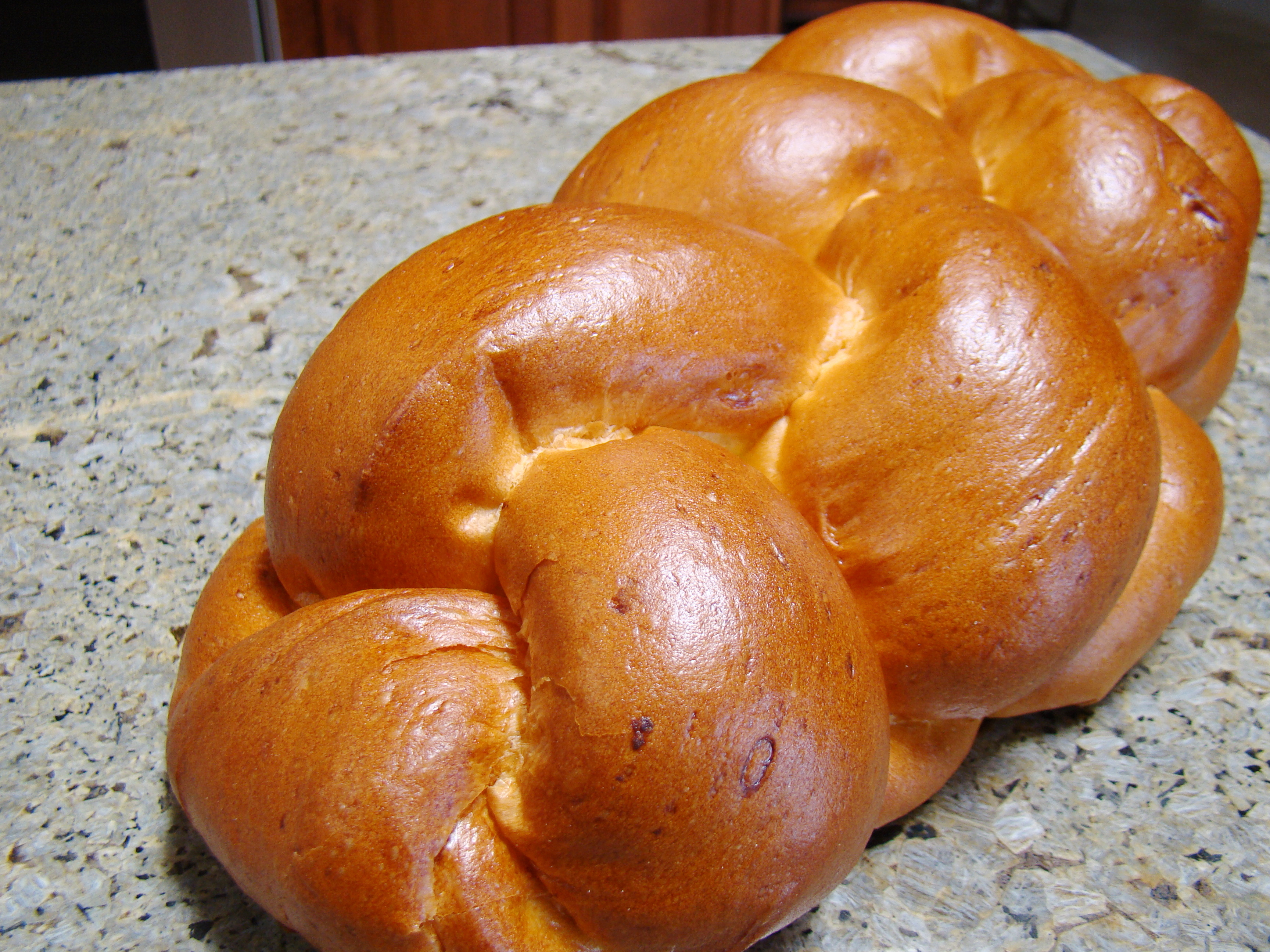
'Hallah vegan
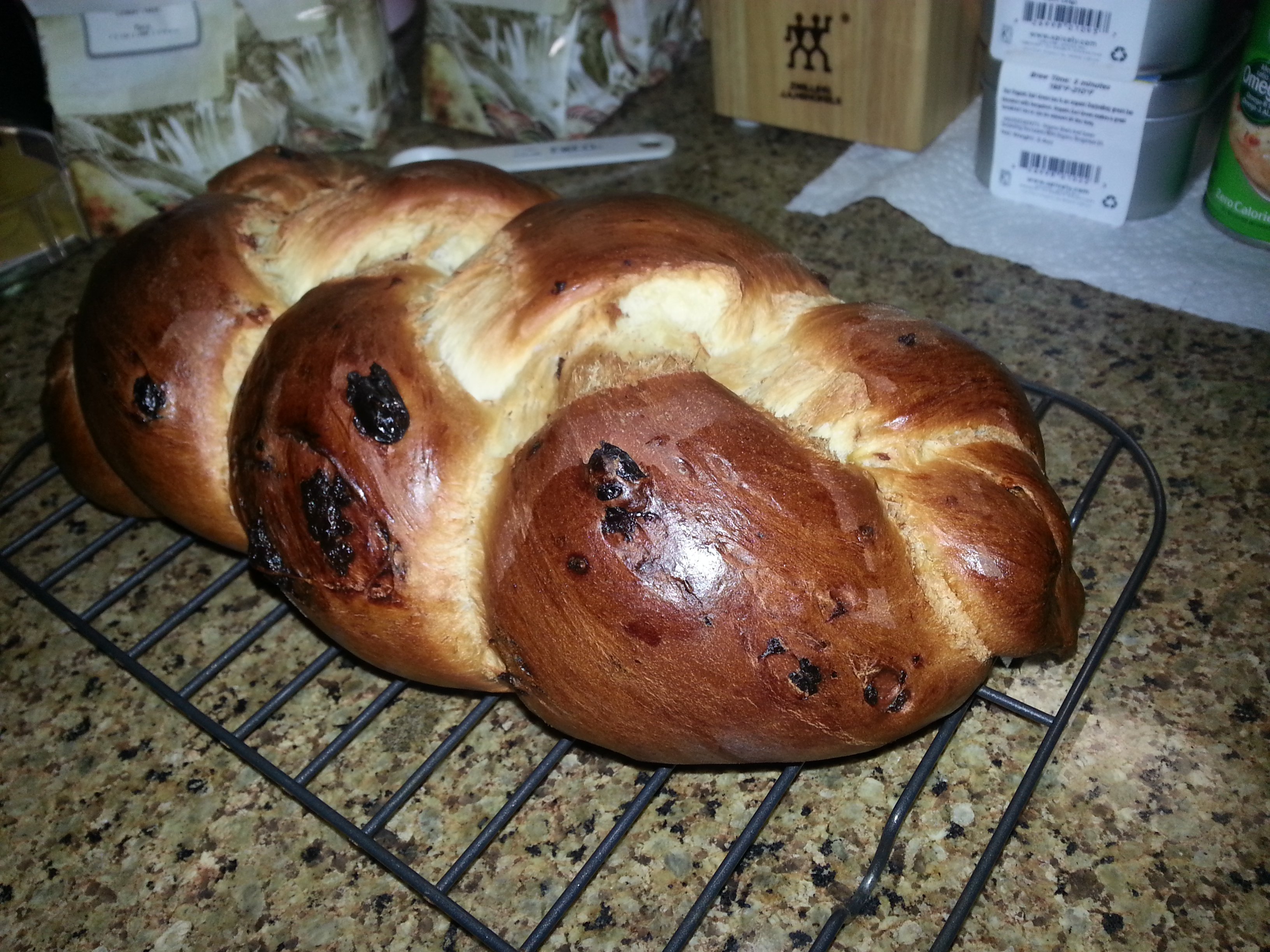
'Hallah aux raisins
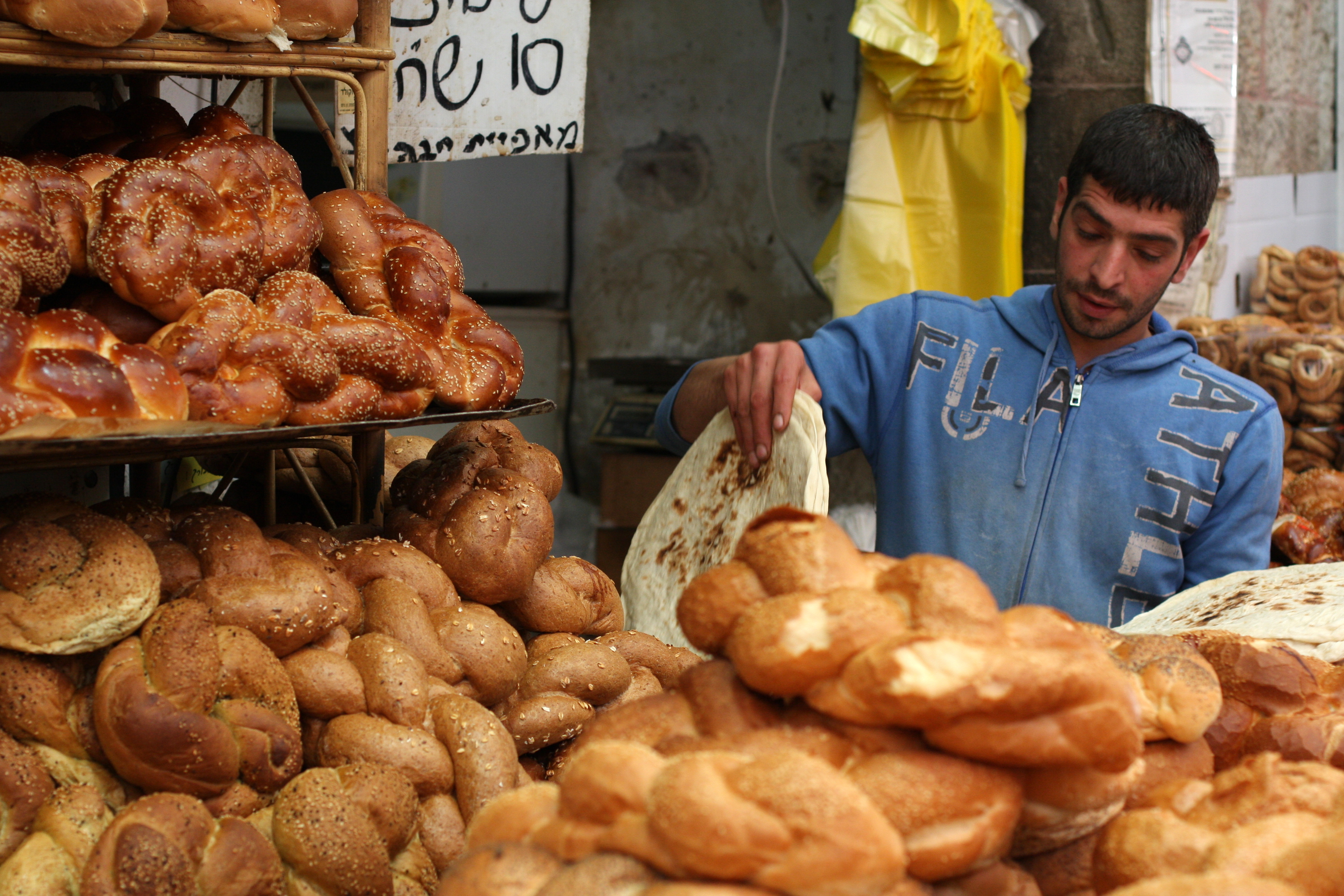
’Hallot au marché Mehane Yehuda, Jérusalem